# Leptactina latifolia
Leptactina latifolia är en måreväxtart som beskrevs av Karl Moritz Schumann. Leptactina latifolia ingår i släktet Leptactina och familjen måreväxter. Inga underarter finns listade i Catalogue of Life.